# Demografía de la República del Congo
La población de la República del Congo  se ha estimado para el 2018 en un total de 5,244,359 habitantes, concentrándose la mayor parte de la población en su capital Brazeville.
El país se caracteriza por una baja densidad de población, que además se concentra en un 85% en las áreas urbanas del suroeste, dejando el resto del territorio prácticamente deshabitado y ocupado por la selva ecuatorial.  El crecimiento demográfico es de un 2,6% anual y étnicamente se caracteriza por el predominio de la etnia Kongo que representa el 50% de la población.

## Perfil demográfico
La República del Congo es uno de los países más urbanizados de África, con casi el 70% de los congoleños viviendo en zonas urbanas.  La población se concentra en el suroeste del país, principalmente en la capital, Brazzaville, y en Pointe-Noire, y a lo largo de la línea de ferrocarril que conecta ambas.  Las selvas tropicales del norte del país están escasamente pobladas.  La mayoría de los congoleños son bantúes y pertenecen a uno de los cuatro grupos étnicos principales, los kongo, los teke, los mbochi y los sangha, que constan de más de 70 subgrupos.
La República del Congo se encuentra en las primeras fases de una transición demográfica, por la que una población pasa de unas tasas de fecundidad y mortalidad elevadas a unas tasas de fecundidad y mortalidad bajas asociadas a las sociedades industrializadas.  Su tasa global de fecundidad (TGF), es decir, el número medio de hijos nacidos por mujer, sigue siendo elevado, 4,4.  Aunque su TGF ha disminuido de forma constante, el progreso se ralentizó a partir de 1995 aproximadamente.  La ralentización de la reducción de la fecundidad ha retrasado la transición demográfica y el potencial del Congo para obtener un dividendo demográfico, el impulso económico que puede producirse cuando la proporción de la población en edad de trabajar es mayor que la de los grupos de edad dependientes.
La TGF difiere significativamente entre las zonas urbanas y las rurales: 3,7 en las zonas urbanas frente a 6,5 en las rurales.  La TGF también varía entre las regiones.  Las regiones urbanas de Brazzaville y Pointe-Noire tienen una TGF mucho más baja que otras regiones, que son predominantemente o totalmente rurales.  La diferencia entre la fecundidad deseada y la real también es mayor en las zonas rurales.  Las familias rurales pueden tener más hijos para contribuir a la producción agrícola y/o debido a la falta de información y acceso a la anticoncepción.  Las familias urbanas pueden preferir tener menos hijos porque criarlos es más caro y compaginar el trabajo con el cuidado de los hijos puede ser más difícil.  El número de nacimientos entre las adolescentes, la frecuencia de los partos antes de los quince años y la falta de educación son las razones más probables de una mayor TGF en las zonas rurales.  Aunque el 90% de los niños en edad escolar están matriculados en la escuela primaria, las tasas de repetición y abandono son altas y la calidad de la educación es pobre.  Las mujeres congoleñas sin o con poca educación empiezan a tener hijos antes y tienen más hijos en total que las que tienen al menos algo de educación secundaria.

## Grupos étnicos
Los principales grupos étnicos del país corresponden a Kongo 48%, Sangha 20%, Teke 17%,  M'Bochi 12%, los pigmeos representan el 2% de la población del Congo.

## Religión
| Dato                 | Sub-datos                                      | Cifras                                                   |
| -------------------- | ---------------------------------------------- | -------------------------------------------------------- |
| Población            |                                                | 3 800 000 habitantes (en 2007).                          |
|                      | 0-14 años                                      | 46,3 %                                                   |
|                      | 15-64 años                                     | 50,8 %                                                   |
|                      | + 65 años                                      | 2,9 %                                                    |
| Superficie           |                                                | 342 000 km²                                              |
| Densidad             |                                                | 8,5 hab./km²                                             |
| Fronteras terrestres |                                                | 5504 km                                                  |
|                      | República Democrática del Congo                | 2410 km                                                  |
|                      | Gabón                                          | 1903 km                                                  |
|                      | Camerún                                        | 523 km                                                   |
|                      | República Centroafricana                       | 467 km                                                   |
|                      | Angola                                         | 201 km                                                   |
| Litoral              |                                                | 169 km                                                   |
| Alturas extremas     |                                                |                                                          |
|                      | Altura mínima                                  | 0 m                                                      |
|                      | Altura máxima                                  | + 903 m                                                  |
| Esperanza de vida    |                                                | 53 años                                                  |
|                      | Hombres                                        | 52 años (en 2007)                                        |
|                      | Mujeres                                        | 54 años (en 2007)                                        |
| Tasas                |                                                |                                                          |
|                      | Crecimiento de la población                    | 2,6 % (en 2007)                                          |
|                      | Natalidad                                      | 42,1 ‰ (en 2007)                                         |
|                      | Mortalidad                                     | 12,5 ‰ (en 2007)                                         |
|                      | Mortalidad Infantil                            | 83,2 ‰ (en 2007)                                         |
|                      | Fecundidad                                     | 6 niños por mujer (en 2007)                              |
|                      | Migración                                      | -3.17 (en 2007)                                          |
| Tecnología           |                                                |                                                          |
|                      | Líneas de teléfono                             | 13 800 (en 2004)                                         |
|                      | Celulares                                      | 490 000 (en 2005)                                        |
|                      | Aparatos radio                                 | 341 000 (en 1997)                                        |
|                      | Televisores                                    | 33 000 (en 1997)                                         |
|                      | Usuarios de Internet                           | 36 000 (en 2005)                                         |
|                      | Número de compañías distribuidoras de internet | 1 (en 2000)                                              |
| Transporte           |                                                |                                                          |
|                      | Carreteras                                     | 17 200 km (864 km pavimentados) (en 2005)                |
|                      | Vías férreas                                   | 894 km (en 2005)                                         |
|                      | Vías navegables                                | 1120 km                                                  |
|                      | Número de aeropuertos                          | 32 (de los cuales sólo 4 están pavimentados). (en 2006). |